# Up from the Ashes
Up from the Ashes ist ein 1990 veröffentlichte Soloalbum des US-amerikanischen Sängers Don Dokken, das er nach der vorübergehenden Auflösung seiner Band Dokken aufnahm. Ursprünglich hatte er beabsichtigt, es unter dem Namen „Dokken“ zu veröffentlichen, was die ehemaligen Mitglieder der Gruppe jedoch gerichtlich verhinderten. Die für Up from the Ashes rekrutierte Band bestand aus Don Dokken (Gesang), John Norum (Gitarre), Billy White (Gitarre), Peter Baltes (Bass) und Mikkey Dee (Schlagzeug). Als Gastmusiker wirkten Glenn Hughes und Tony Franklin an den Aufnahmen mit. Das Album erreichte Platz 50 der US-Album-Charts.

## Hintergrund
Nach der Veröffentlichung ihres vierten Studioalbums Back for the Attack begaben sich die Mitglieder der Band Dokken 1988 im Rahmen der amerikanischen Monsters of Rock-Festivals gemeinsam mit den Headlinern Van Halen, den Scorpions, Metallica und Kingdom Come auf eine zweimonatige Tournee, die im Juni und Juli stattfand. Doch Gitarrist George Lynch und Bandgründer Don Dokken waren zu diesem Zeitpunkt vollkommen zerstritten und erfüllten letztlich nur noch ihre vertraglichen Pflichten.
Die Gruppe schuldete ihrem Plattenlabel Elektra Records noch ein weiteres Album und entschied sich, einige kurz zuvor aufgezeichnete Konzerte ihrer Japan-Tournee als Livealbum zu veröffentlichen. Nachdem dieses unter dem Titel Beast from the East im März 1989 veröffentlicht worden war, löste Don Dokken die Gruppe auf.
Sänger und Namensgeber Don Dokken wollte einen Neustart wagen und rekrutierte dafür eine neue Band: Neben dem Ex-Europe-Gitarristen John Norum gehörte Accept-Bassist Peter Baltes dazu, der bereits auf dem Dokken-Debütalbum Breaking the Chains gespielt hatte. Außerdem wurde der Gitarrist Billy White engagiert, der Schlagzeuger Mikkey Dee komplettierte das Quintett. Die Gruppe wurde von Geffen unter Vertrag genommen und begann mit den Aufnahmen zu ihrem ersten Album. Der Plan, unter dem Namen Dokken weiterzumachen, scheiterte am Widerstand der von Dokken entlassenen drei Musiker, die juristisch dagegen vorgingen und Recht bekamen.
Das mithilfe von Glenn Hughes (Ko-Autor von When Love Finds a Fool), Ken Mary (Schlagzeug auf The Hunger), Mark Spiro (Mirror, Mirror), Kelly Hansen und Tony Franklin geschriebene und aufgenommene Album wurde von Don Dokken und Wyn Davis produziert; es erschien am 21. Oktober 1990.

## Zitate
In einem Interview aus dem Jahr 2011 sagte Don Dokken zur Auflösung seiner Band im Jahr 1989:

„Es hatte keinen Sinn mehr. Und aussteigen konnte ich wohl schlecht: Es war ja meine Gruppe – ich habe sie gegründet, nach mir wurde sie benannt.“

## Rezeption
Matthias Breusch schrieb im Metal Hammer, der „Meister und seine Vasallen“ hätten „da weitergemacht, wo die legendäre Dokken-Besetzung aufgehört hat. Tolle Produktion, glasklarer Sound, Power satt, angenehme Hooklines - alles wie gehabt.“ Man müsse genauer hinhören, „um George Lynch“ neben Don Dokken zu vermissen, die Herren Norum und White hätten „gitarrenmäßig ganze Arbeit abgeliefert.“ Es handle sich zweifellos um ein „High-Level-Album.“ Breusch vergab sechs von sieben möglichen Punkten. Das Album erreichte Platz zwei im „Soundcheck“ des Magazins mit einer Durchschnittsnote der Redakteure von 5,80 Punkten (von sieben). Vincent Jeffries von Allmusic schrieb über das Album, es sei eine „blasse Sammlung leicht zu vergessender Balladen“, nur Fans des „mittelmäßigsten Dokken-Materials“ würden eine Chance haben, das Album zu genießen. Die Platte sei zwar „gut produziert“, die Darbietungen (besonders Norums Solopassagen) seien „sauber“, aber das Songwriting und die Texte seien „bestenfalls Standard und schon bei der Veröffentlichung des Albums nicht mehr zeitgemäß“ gewesen. Selbst stark in den 1980er Jahren verhaftete Hörer würden Up from the Ashes „wahrscheinlich nicht mögen“, weil die Musik „nicht ansatzweise das Feuer von Dokkens originaler Band entfachen“ könne.

## Titelliste
1. Crash ’n’ Burn (Dokken, White) 5:03
2. 1000 Miles Away (Dokken, Norum) 5:00
3. When Some Nights (Dokken, Norum, White) 4:27
4. Forever (Davis, Dokken) 5:16
5. Living a Lie (Dokken, Norum) 4:38
6. When Love Finds a Fool (Dokken, Hughes) 5:34
7. Give It Up (Dokken, White) 4:11
8. Mirror Mirror (Dokken, Spiro, White) 4:36
9. Stay (Brown, Dokken) 4:28
10. Down in Flames (Dokken, White) 5:11
11. The Hunger (Dokken, White) 5:03